# جرمی هلن
جرمی هلن (انگلیسی: Jérémy Hélan؛ زادهٔ ۹ مهٔ ۱۹۹۲) بازیکن فوتبال اهل فرانسه است.
از باشگاه‌هایی که در آن بازی کرده‌است می‌توان به باشگاه فوتبال شفیلد ونزدی، باشگاه فوتبال ولورهمپتون واندررز، باشگاه فوتبال کارلایل یونایتد، باشگاه فوتبال منچستر سیتی، و باشگاه فوتبال شروزبری تاون اشاره کرد.
وی همچنین در تیم ملی فوتبال زیر ۱۹ سال فرانسه بازی کرده‌است.